# Listă de animale dispărute din Africa
Aceasta este o listă de specii de animale care au dispărut din Africa:

### Mamifere

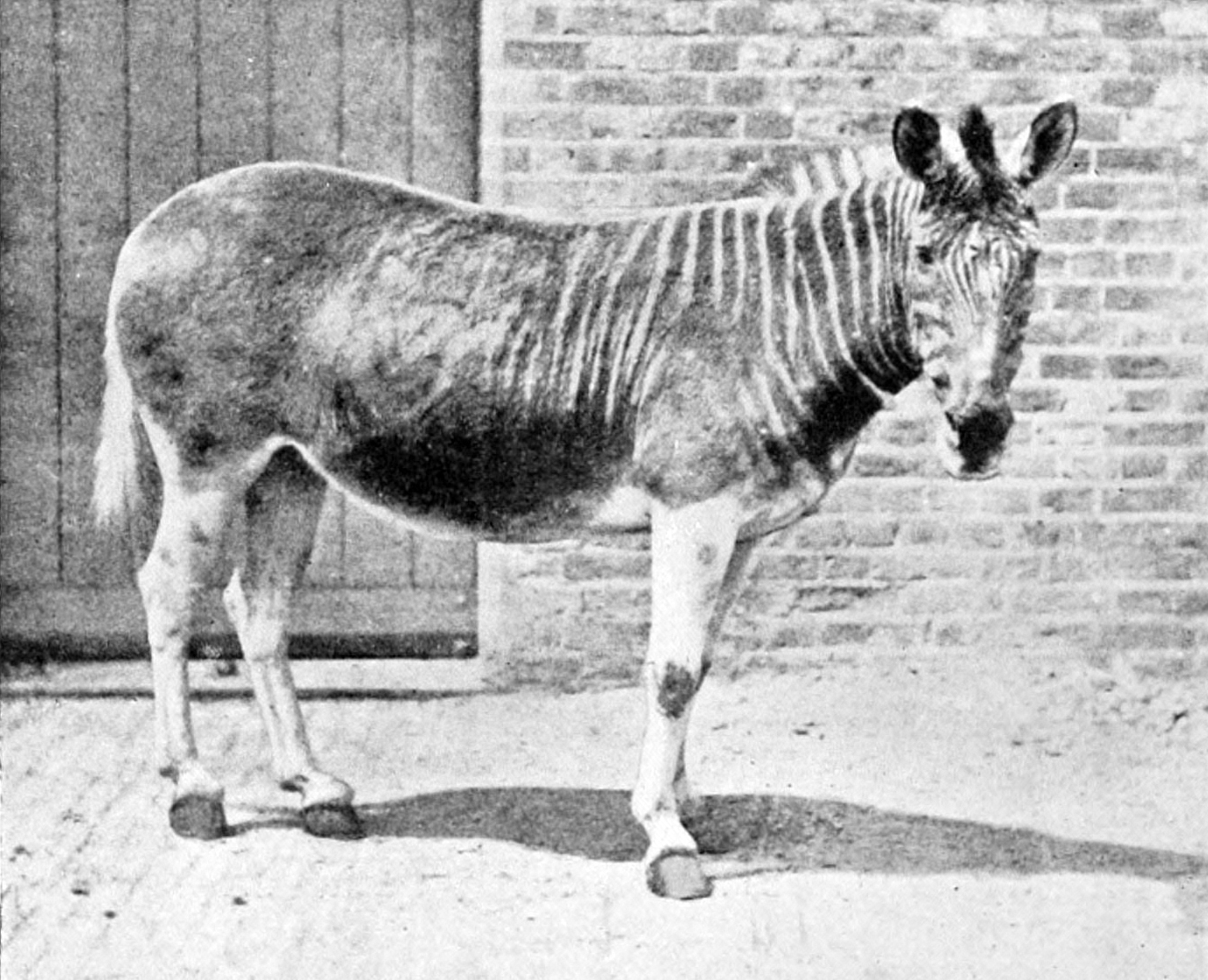
Quagga la grădina zoologică din Londra.

- Quagga
- Rinocerul negru vestic
- Măgarul sălbatic sirian
- Antilopa bubal
- Deinotherium
- Gazela roșie
- Ursul atlas
- Leul berber
- Bour

- Palaeopropithecus

- Pelorovis
- Ay-ay uriaș
- Leopardul de Zanzibar

### Păsări
- Scoicarul canarian
- Corcodelul Alatora
- Pasărea elefant
- Bufnița de Mauritius
- Pasărea Dodo

### Nevertebrate
- Labidura herculeana